# Kern (rivier)
De Kern (Engels: Kern River) is een rivier in de Amerikaanse staat Californië. Zijn stroomgebied omvat het zuidelijke deel van de Sierra Nevada ten noordoosten van Bakersfield. Hij is zo'n 270 kilometer lang.

## Beschrijving

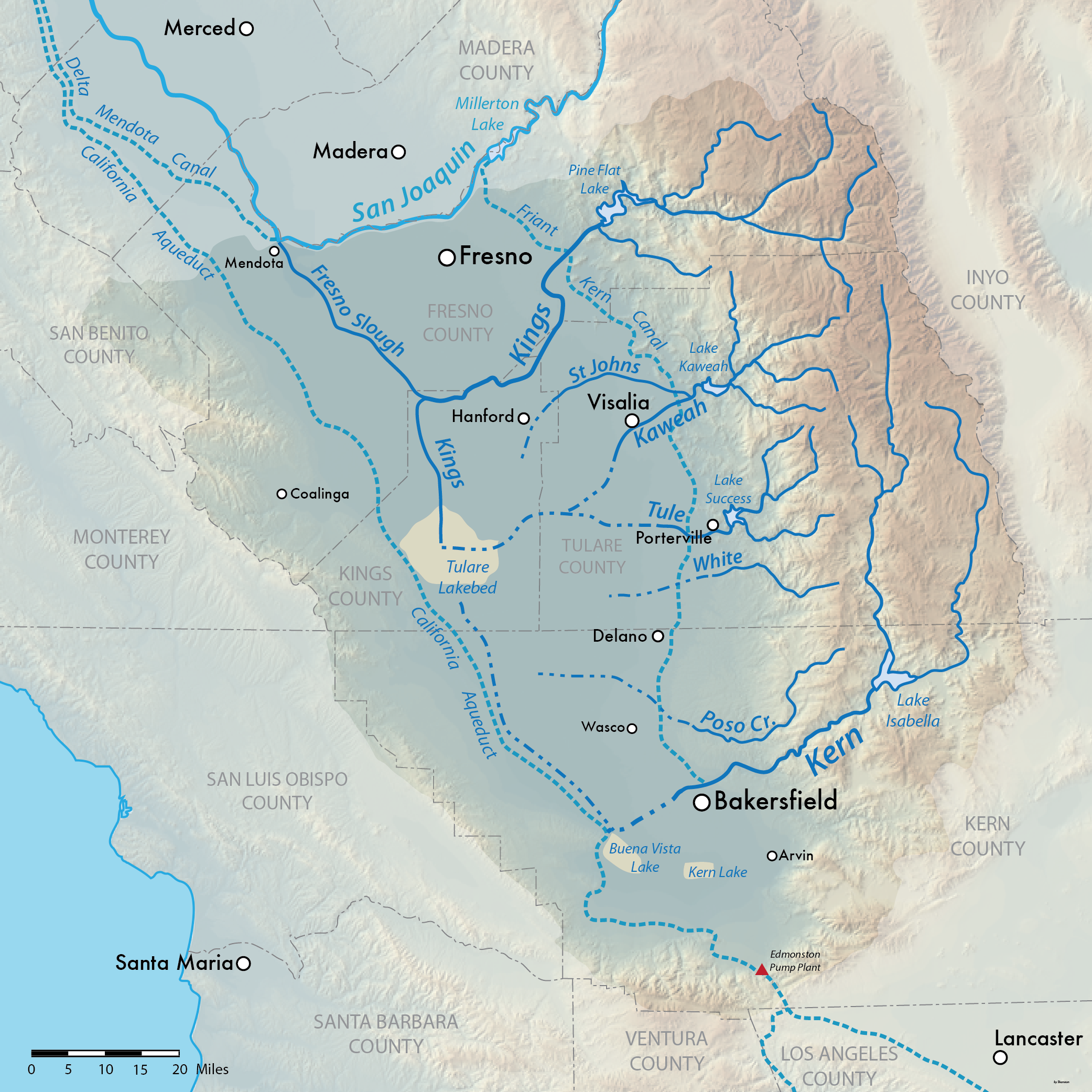
Het Tularebekken

De meest noordelijke en langste zijarm (ook wel de North Fork Kern River genoemd) ontspringt in het hooggebergte van de Sierra Nevada bij Mount Whitney, in Sequoia National Park in het noordoosten van Tulare County. De Kern stroomt door verschillende canyons naar het zuiden en is daarmee de enige rivier in de Sierra Nevada die zuidwaarts stroomt. Er wordt hier veel aan raften en kajakken gedaan.
In de buurt van Kernville vloeit de noordelijke Kern samen met de South Fork Kern River. Door een dam is hier een stuwmeer ontstaan, Lake Isabella. Stroomafwaarts stroomt de Kern in zuidwestelijke richting door een grote canyon. Ze komt uit het gebergte tevoorschijn ten oosten van Bakersfield, meteen de grootste stad aan de rivier. Tot in het lage deel van het Tularebekken stroomt er doorgaans het hele jaar water in de Kern.
Stroomafwaarts van Bakersfield wordt het water massaal afgeleid om de velden in de zuidelijke San Joaquin Valley te irrigeren. Een deel van het water wordt gebruikt om om gemeenschappen van drinkwater te voorzien, zoals een groot deel van Los Angeles via het 640 kilometer lange California Aquaduct.
Vroeger mondde de rivier uit in een groot drasland in het Tularebekken. In natte seizoenen waren er verschillende meren in dit (gedeeltelijk) endoreïsch bekken, zoals Tulare Lake, Buena Vista Lake en Kern Lake. Buena Vista Lake vormde zich aan het einde van de Kern rivier. Wat hogerop was er een aftakking van de Kern, de Kern River Slough die water naar het Kern Lake bracht. Bij hoge waterstanden stroomde het overschot aan water in dit meer via de Connecting Slough naar Buena Vista Lake. Wanneer zich heel veel water verzamelde in het laagland, werd Buena Vista Lake groter en groter tot Kern Lake een deel werd van Buena Vista Lake. Indien er nog meer water aangevoerd werd, liep dit grotere Buena Vista Lake over naar het Tulare Lake in het noorden via de Buena Vista Slough en verschillende andere waterlopen. De meren van het Tularebekken konden bij hoge waterstanden zelfs overlopen naar de San Joaquin.
Zowel Buena Vista als Kern Lake zijn in het midden van de 20e eeuw opgedroogd. In 1973 werden twee kleine meertjes gecreëerd voor recreatiedoeleinden op de plaats van het vroegere Buena Vista Lake: Lake Webb en Lake Evans.